# Graz Ostbahnhof
Graz Ostbahnhof – stacja kolejowa w Grazu, w kraju związkowym Styria, w Austrii. Obsługuje połączenia regionalne w kierunku Fehring, Szentgotthard oraz Weiz.